# Thomas Lindrup
Thomas Lindrup (født 21. maj 1976) er en dansk tidligere fodboldspiller. Lindrup har samtidig siden marts 2006 været formand for Spillerforeningen.
Han blev 28. november 2008 bortvist fra Hvidovre IF, fordi klubben mente at han havde misbrugt sit virke i klubben til at hverve medlemmer til fagforbundet .
Han stoppede sin aktive karriere som fodboldspiller d. 08. Juli 2009, da han var for langt fra tidligere tiders niveau .